# Kodeks Zografski

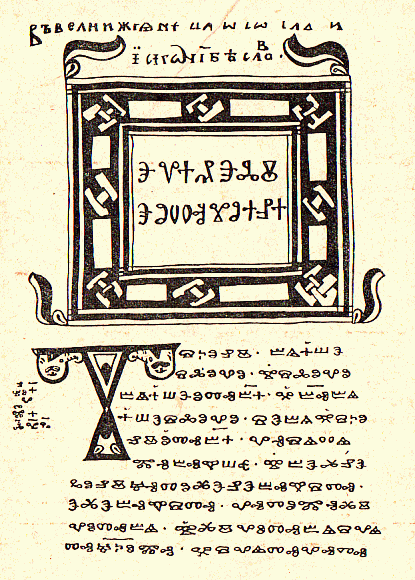
Kodeks Zografski, 1 karta

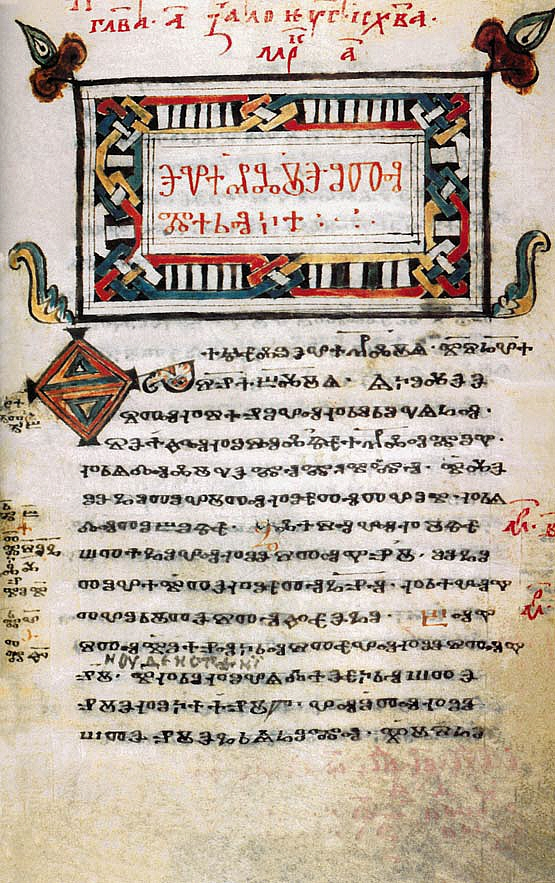
Codex Zographensis

Kodeks Zografski (łac. Codex Zographensis) — rękopis, składający się z 304 pergaminowych kart i zawierający tekst czterech Ewangelii, synaksarion i menologium. Ze względu na archaiczne cechy językowe zaliczany do najważniejszych zabytków języka staro-cerkiewno-słowiańskiego.
Kodeks zawiera 288 pisanych głagolicą kart, przekazujących tekst ewangelii, oraz 16 kart, zawierających synaksarion. Większość tekstu, pisana tzw. okrągłą głagolicą, datowana jest na koniec X lub początek XI w. Fragment ten, odzwierciedlający zachodniobułgarskie (macedońskie) cechy dialektalne, zaliczany jest do tzw. kanonu języka s-c-s. Tekst pierwotny nie jest pełny, brakuje w nim ogółem 17 kart. Zostały one uzupełnione w późniejszym okresie, przez innego kopistę, na co wskazuje m.in. forma pisma (tzw. kanciasta głagolica), odnoszona do końca XI bądź początku XII w. Do tekstu dołączony został synaksarion, zapisany cyrylicą. Cyrylicą pisane są również drobne notki i uwagi późniejszych użytkowników kodeksu, naniesione na tekst głagolicki.
Rękopis znaleziony został w 1843 przez Antuna Mihanovicia w klasztorze Zografu na Athosiе. W 1844 zapoznał się z nim Wiktor Grigorowicz, a w 1875 roku został sfotografowany przez Piotra Sewastianowa. W 1860 klasztor podarował rękopis carowi Aleksandrowi II, który przekazał go dla Publicznej Biblioteki w Petersburgu (dzisiaj Rosyjska Biblioteka Narodowa), gdzie od tej pory jest przechowywany (pod numerem katalogowym Глаг. 1).
W 1856 rosyjski slawista Izmaił Sriezniewski opublikował fragmenty kodeksu, przepisane i podesłane mu przez Bułgara o nazwisku Petkowicz. Pełne wydanie naukowe (przetranskrybowane na cyrylicę) zostało dokonane przez Vatroslava Jagicia: Quattuor evangeliorum codex glagoliticus olim Zographensis nunc Petropolitanus, Berolini, 1879. Poprawki do oryginalnego wydania Jagicia opublikował Leszek Moszyński w opracowaniu Ze studiów nad rękopisem Kodeksu Zografskiego, Wrocław–Warszawa–Kraków 1961. Do tej pory nie ukazało się krytyczne wydanie kodeksu, zawierająca faksymile poszczególnych kart wraz z komentarzem, jakkolwiek niektóre fragmenty kodeksu często są reprodukowane w opracowaniach paleograficznych, podręcznikach języka staro-cerkiewno-słowiańskiego itp.
Język kodeksu dokumentuje stan języka s-c-s z przełomu X i XI w., z charakterystycznymi dla tego okresu zmianami fonetycznymi: zanikiem jerów (co na piśmie jest wyrażane sporadycznym opuszczeniem liter ъ i ь, w miejscach, gdzie zgodnie z etymologią wyrazu powinny one być), mieszaniem jerów oraz ich wokalizacją (w tekście zamiast znaków pierwotnych ъ i ь pojawiają się litery о, е).
Przykłady:
- многъ zamiast мъногъ
- зло zamiast зъло
- днесь zamiast дьньсь itp.

W rękopisie występują greckie słowa, nie przetłumaczone na język słowiański (тектонъ — cieśla, алавастръ — naczynie z alabastru, архисинагогъ — przełożony synagogi, архитриклинъ — gospodarz wesela, игемонъ — zarządca, геена — miejsce wiecznych mąk i inne).
Język kodeksu stosuje archaiczne słowiańskie formy gramatyczne (np. aoryst prosty, tzw. asygmatyczny). Cecha ta zbliża Kodeks Zografski do Mszału kijowskiego i innych pisanych głagolicą rękopisów.